# Sam Lafferty
Sam Lafferty, född 6 mars 1995, är en amerikansk professionell ishockeyforward som är kontrakterad till Pittsburgh Penguins i National Hockey League (NHL) och spelar för Wilkes-Barre/Scranton Penguins i American Hockey League (AHL). Han har tidigare spelat för Brown Bears i National Collegiate Athletic Association (NCAA).
Lafferty draftades av Pittsburgh Penguins i fjärde rundan i 2014 års draft som 113:e spelare totalt.

## Statistik
| 2010–2011   | Hollidaysburg Area Golden Tigers |             | 18  | 34 | 35 | 69 | 29  | — | — | — | — | — |
| 2011–2012   | Deerfield Big Green              |             | 25  | 8  | 8  | 16 | —   | — | — | — | — | — |
| 2012–2013   | Deerfield Big Green              |             | 24  | 9  | 15 | 24 | —   | — | — | — | — | — |
| 2013–2014   | Deerfield Big Green              |             | 25  | 21 | 34 | 55 | —   | — | — | — | — | — |
|             | Boston Jr. Bruins Selects        |             | 11  | 2  | 9  | 11 | 2   | — | — | — | — | — |
| 2014–2015   | Brown Bears                      | NCAA        | 31  | 4  | 8  | 12 | 16  | — | — | — | — | — |
| 2015–2016   | Brown Bears                      | NCAA        | 31  | 4  | 6  | 10 | 4   | — | — | — | — | — |
| 2016–2017   | Brown Bears                      | NCAA        | 31  | 13 | 22 | 35 | 32  | — | — | — | — | — |
| 2017–2018   | Brown Bears                      | NCAA        | 31  | 8  | 14 | 22 | 34  | — | — | — | — | — |
|             | Wilkes-Barre/Scranton Penguins   | AHL         | 9   | 1  | 2  | 3  | 4   | — | — | — | — | — |
| 2018–2019   | Wilkes-Barre/Scranton Penguins   | AHL         | 70  | 13 | 36 | 49 | 94  | — | — | — | — | — |
| 2019–2020   | Pittsburgh Penguins              | NHL         | 1   | 0  | 0  | 0  | 0   | — | — | — | — | — |
|             | Wilkes-Barre/Scranton Penguins   | AHL         | 1   | 0  | 0  | 0  | 2   | — | — | — | — | — |
| NHL totalt  | NHL totalt                       | NHL totalt  | 1   | 0  | 0  | 0  | 0   | — | — | — | — | — |
| AHL totalt  | AHL totalt                       | AHL totalt  | 80  | 14 | 38 | 52 | 100 | — | — | — | — | — |
| NCAA totalt | NCAA totalt                      | NCAA totalt | 124 | 29 | 50 | 79 | 86  | — | — | — | — | — |